# Piper PA-18 Super Cub
Piper PA-18 Super Cub är ett högvingat enmotorigt flygplan med sporrhjul och plats för två personer i tandemplacering. Super Cub är baserad på den tidigare Piper J-3 Cub, som normalt hade en 65 hk motor. 
Utmärkande för Piper Super Cub är att den har mycket goda lågfartsegenskaper och kan starta och landa på mycket korta sträckor.
Motoralternativen har genom åren sträckt sig från Continental C-90-8F på 90 hästkrafter, till ombyggda versioner med Lycoming O-540 på 260 hästkrafter. Däremellan har funnits Super Cub med alternativt 135, 150, 160 och 180 hästkrafter. Mycket vanligt alternativ är Lycoming O-320 på 150 hk. Versioner med 150 hk motor och upp har normalt vingklaffar.
Användningsområden har varierat från grundläggande flygutbildning till militär eldledning. Mycket vanligt flygplan för bogsering av reklam eller segelflygplan.